# Cyclosa argenteoalba
Cyclosa argenteoalba är en spindelart som beskrevs av Friedrich Wilhelm Bösenberg och Embrik Strand 1906. Cyclosa argenteoalba ingår i släktet Cyclosa och familjen hjulspindlar. Inga underarter finns listade i Catalogue of Life.